# Stara vas (Postojna, Slovenija)
Stara vas je naselje u slovenskoj Općini Postojni. Stara vas se nalazi u pokrajini Notranjskoj i statističkoj regiji Notranjsko-kraškoj. 

## Stanovništvo
Prema popisu stanovništva iz 2002. godine naselje je imalo 98 stanovnika.